# Worrall
Worrall är en by i distriktet Sheffield i South Yorkshire i England. Byn är belägen 6,7 km 
från Sheffield. Orten har 1 337 invånare (2015). Byn omnämns i Domesday Book år 1086 och kallas däri Wihala/Wihale.